# Asymphylomyrmex balticus
Asymphylomyrmex balticus är en myrart som beskrevs av Wheeler 1915. Asymphylomyrmex balticus ingår i släktet Asymphylomyrmex och familjen myror. Inga underarter finns listade.